# Rosa dei venti

Rosa dei venti a 32 punte

La rosa dei venti (chiamata anche stella dei venti o simbolo dei venti) è un diagramma che rappresenta schematicamente la provenienza dei venti che insistono in una determinata regione, durante un periodo di tempo piuttosto lungo. Il suo scopo originario era indicare la posizione dei venti in base ai quattro punti cardinali: Nord, Sud, Est, Ovest.
Strumento grafico di analisi statistica per dati direzionali, è particolarmente utilizzato in meteorologia in quanto consente di rappresentare in maniera sintetica la distribuzione delle velocità del vento per direzione di provenienza in un determinato luogo. Si tratta di un grafico polare in cui per ciascuna direzione i bracci sono colorati con bande corrispondenti alle classi di velocità del vento. La lunghezza dei bracci varia in funzione della frequenza dei venti in ciascuna direzione.
La compilazione di una rosa dei venti è anche uno dei passaggi preliminari per la progettazione delle piste degli aeroporti, visto che le migliori condizioni di decollo e atterraggio si hanno controvento, in direzione parallela a quella del vento.

## Storia

Rappresentazione della rosa dei venti da una carta nautica del 1504 del cartografo portoghese Pedro Reinel.

La rosa dei venti era anticamente un simbolo cosmologico che rimandava al significato occulto della rosa, e di altre figure della geometria sacra come l'ottagono, o la ruota solare. I punti cardinali che essa indicava non avevano solo una funzione di orientamento spaziale, ma erano associati anche a delle qualità, essendo messi in relazione ad esempio ai quattro elementi, i quattro umori, le quattro stagioni, ecc.
Omero, nel libro V dell'Odissea, elenca i quattro venti principali: Borea, Euro, Noto e Zefiro. Secondo alcuni autori, l'immagine si è diffusa nel Medioevo a partire dalla Repubblica di Amalfi, ai tempi delle Repubbliche marinare. La rappresentazione più antica di rosa dei venti giunta fino a noi è quella che compare sull'Atlante catalano del 1375 circa, realizzato probabilmente da Abraham Cresques, conservato alla Biblioteca nazionale di Francia.
Ai tempi in cui Venezia era la repubblica marinara dominante nel Mediterraneo orientale, la rosa dei venti era posizionata sull'isola greca di Zante. In questo caso la Tramontana (il vento che viene da oltre i monti, in latino Ultramontes) proviene dai monti della vicina Albania e la via maestra che dà il nome al Maestrale indicava la via per Venezia, la repubblica marinara egemone in quella regione. Questo spiegherebbe anche l'origine del nome Scirocco, inteso come vento proveniente dalla Siria, in quanto per giungere a Zante dalla Siria le navi arrivavano da sud-est, e del Libeccio, vento proveniente dalla Libia, che si trova a sud-ovest rispetto a Zante.

## Descrizione

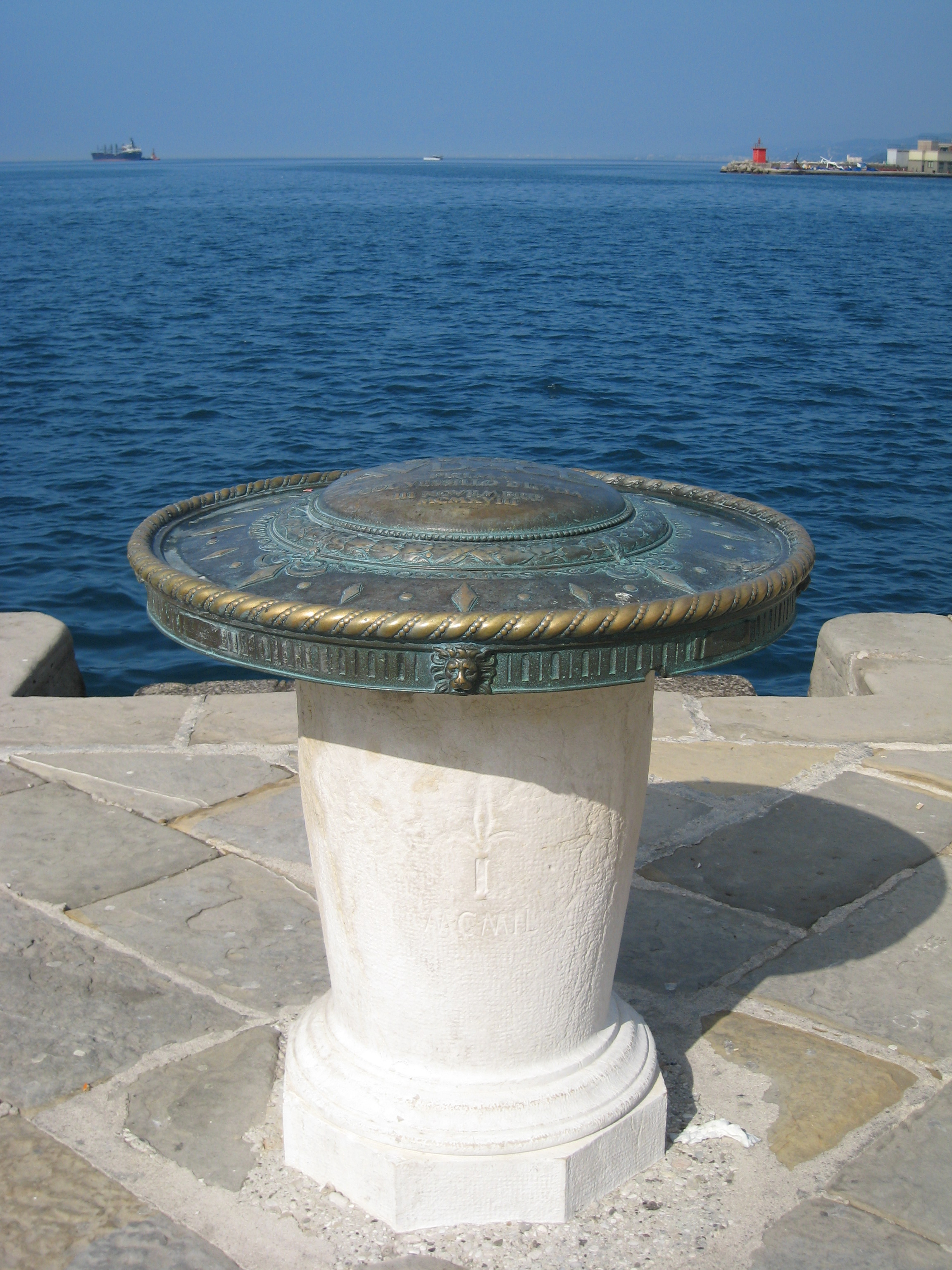
La rosa dei venti in testa al Molo Audace di Trieste.

Rosa dei venti a 4 punte

Rosa dei venti a 8 punte

Rosa dei venti a 16 punte

La rosa dei venti più semplice è quella a 4 punte formata dai soli quattro punti cardinali:
- Nord (N 0°) anche detto settentrione o mezzanotte e dal quale spira il vento detto tramontana
- Est (E 90°) anche detto oriente o levante e dal quale spira il vento detto levante
- Sud (S 180°) anche detto meridione e dal quale spira il vento detto mezzogiorno oppure ostro
- Ovest (W 270°) anche detto occidente o ponente e dal quale spira il vento detto ponente

Tra i quattro punti cardinali principali si possono fissare 4 punti intermedi:
- Nord-Est (NE 45°), dal quale spira il vento di grecale (chiamato anche greco)
- Sud-Est (SE 135°), dal quale spira il vento di scirocco (garbino umido);
- Sud-Ovest (SW 225°), dal quale spira il vento di libeccio (garbino secco);
- Nord-Ovest (NW 315°), dal quale spira il vento di maestrale (carnasein).

Elencando in senso orario gli otto venti principali si ha dunque:
| Punto cardinale | Abbr. | Direzione | Vento               |
| --------------- | ----- | --------- | ------------------- |
| Nord            | N     | 0°        | Tramontana          |
| Nord-Est        | NE    | 45°       | Grecale             |
| Est             | E     | 90°       | Levante             |
| Sud-Est         | SE    | 135°      | Scirocco            |
| Sud             | S     | 180°      | Ostro o Mezzogiorno |
| Sud-Ovest       | SO    | 225°      | Libeccio            |
| Ovest           | O     | 270°      | Ponente             |
| Nord-Ovest      | NO    | 315°      | Maestrale           |

I nomi delle direzioni NE, SE, SO e NO derivano dal fatto che la rosa dei venti veniva posizionata, nelle prime rappresentazioni cartografiche del Mediterraneo, al centro del Mar Ionio oppure vicino all'isola di Malta o ancor più frequentemente dell'isola di Creta, che divenivano così anche il punto di riferimento per indicare la direzione di provenienza del vento, ossia delle navi che anticamente erano spinte dai venti portanti, ossia da venti che provenissero dalla loro poppa (le andature all'orza vennero molto più tardi).
In quella posizione, le navi che provenivano da NE, giungevano approssimativamente dalla Grecia, che comprendeva allora anche la parte meridionale delle coste balcaniche e la Turchia occidentale, da cui il nome Grecale per la direzione NE; da SE giungevano navi provenienti dalla Siria, da cui il nome Scirocco per il vento da SE; a SW vi è la Libia, nome che anticamente definiva anche la Tunisia e l'Algeria, da cui il nome Libeccio per il vento da SW verso NE. Infine da NW giungevano le navi salpate da Roma, che spesso circumnavigavano la Sicilia piuttosto che affrontare lo stretto di Messina; dalla Magistra, Roma, deriva il nome del vento che soffia da NW, Maestrale: la via "maestra" era infatti, fin dall'epoca romana, la via da e per Roma. Alcuni nomi dei venti, specie quelli che compaiono nelle rappresentazioni a 8 punte e oltre, derivano direttamente da quelli che venivano associati alle varie direzioni già nella rosa dei venti di epoca classica.
Questi quattro venti, uniti a quelli che provengono dai quattro punti cardinali, formano la rosa dei venti a 8 punte. Tra questi otto punti è possibile indicarne altri otto, intermedi tra i precedenti, ottenendo così una rosa dei venti a 16 punte. I nuovi otto punti sono in senso orario: nord-nord-est, est-nord-est, est-sud-est, sud-sud-est, sud-sud-ovest, ovest-sud-ovest, ovest-nord-ovest e nord-nord-ovest.
Nella sua estensione massima la rosa dei venti si suddivide in:
- quattro quadranti da 90°, che porta ad una suddivisione in 4 punti
- ogni quadrante si divide in due venti di 45°, arrivando così a 8 punti
- ogni vento si divide in due mezzi venti da 22°30' arrivando così a 16 punti
- ogni mezzo vento si divide in due quarte (o rombi) da 11°15', arrivando così a 32 punti
- ogni quarta si divide in due mezze quarte da 5°37'30", arrivando così a 64 punti
- ogni mezza quarta si divide in due quartine da 2°48'45", arrivando così a 128 punti

Anticamente ogni bussola recava, sullo sfondo, l'immagine di una rosa dei venti a 32 punte. L'orizzonte veniva così suddiviso in trentadue parti, che prendevano il nome di quarte; esse servivano come unità di misura approssimativa nelle manovre di accostamento (es: accosta due quarte a dritta). Per la forma che si viene a determinare nel disegnarle, prendono anche il nome di rombi.
Un tempo, in Italia, le rappresentazioni cartografiche comprendevano una rosa dei venti che indicava i punti cardinali. Oggi sì è soliti indicare i quattro punti cardinali e le direzioni componenti con (in senso orario da Nord): N, NE, E, SE, S, SO o SW, O o W, NO o NW; allora con le diciture Tr (tramontana), G (greco), + (una croce indicava il levante), S (scirocco), O (ostro), L (libeccio), P (ponente), M (maestro).